# Gašper Vrhovec
Gašper Vrhovec (Lubiana, 18 luglio 1988) è un ex giocatore di calcio a 5 sloveno.

## Carriera

### Club
Figlio d'arte – il padre Andrej fu un discreto pivot – Vrhovec inizia giocando a calcio finché all'età di 16 anni passa al calcio a 5. Debutta con la prima squadra del Litija già durante la stagione 2005-06.

### Nazionale
Il 20 ottobre 2007 debutta con la nazionale slovena nell'incontro del Grand Prix 2007 pareggiato per 2-2 contro l'Uzbekistan. Alcuni mesi più tardi viene inserito nella lista definitiva dei convocati per il Campionato europeo di calcio a 5 Under-21 2008, nel quale la selezione slovena esce al primo turno.